# Центральная Ютландия
Центральная Ютландия (дат. Midtjylland) — административная область в Дании, созданная 1 января 2007 в рамках муниципальной реформы 2007 года, по которой традиционные административные единицы амты были заменены на пять крупных областей. В то же время маленькие муниципалитеты были объединены в бо́льшие по размеру административные единицы. Область включает 19 муниципалитетов (коммун).
Расположена в северной и центральной части полуострова Ютландия. Включает бывшие амты Рингкёбинг и Орхус (кроме западной половины муниципалитета Мариагер, вошедшего в область Северная Ютландия), бо́льшую часть амта Виборг и северную половину амта Вайле.

## Достопримечательности
- Споттруп — хорошо сохранившийся средневековый замок.

## Муниципалитеты
- Виборг (Viborg)
- Икаст-Бранне (Ikast-Brande)
- Лемвиг (Lemvig)
- Норддюрс (Norddjurs)
- Оддер (Odder)
- Орхус (Århus)
- Раннерс (Randers)

Административная карта региона Центральная Ютландия

- Рингкёбинг-Скьерн (Ringkøbing-Skjern)
- Самсё (Samsø)
- Силькеборг (Silkeborg)
- Сканнерборг (Skanderborg)
- Скиве (Skive)
- Струэр (Struer)
- Сюддюрс (Syddjurs)
- Фаврсков (Favrskov)
- Хеденстед (Hedensted)
- Хернинг (Herning)
- Хольстебро (Holstebro)
- Хорсенс (Horsens)